# Saint-Albert (Quebec)
Saint-Albert es un municipio canadiense situado en la provincia de Quebec.

## Superficie
Saint-Albert tiene una superficie de 69,43 km².

## Demografía
En 2021, tenía 1640 habitantes, una densidad poblacional de 23,6 hab./km², y 692 viviendas.